# Trbinc
Trbinc je naselje u slovenskoj Općini Mirna. Trbinc se nalazi u pokrajini Dolenjskoj i statističkoj regiji Jugoistočnoj Sloveniji. 

## Stanovništvo
Prema popisu stanovništva iz 2002. godine naselje je imalo 59 stanovnika.